# Шерберн (город, Миннесота)
Шерберн (англ. Sherburn) — город в округе Мартин, штат Миннесота, США. На площади 2,3 км² (2,3 км² — суша, водоёмов нет), согласно переписи 2002 года, проживают 1082 человека. Плотность населения составляет 471,3 чел./км².
- Телефонный код города — 507
- Почтовый индекс — 56171
- FIPS-код города — 27-59620[1]
- GNIS-идентификатор — 0651955[2]